# HD 94084
HD 94084，又名BD+53 1440，SAO 27810、HR 4242，是一颗恒星，视星等为6.44，位于銀經155.91，銀緯56.33，其B1900.0坐标为赤經10h 46m 32.1s，赤緯+53° 56.33′ 8″。